# 명천봄맞이

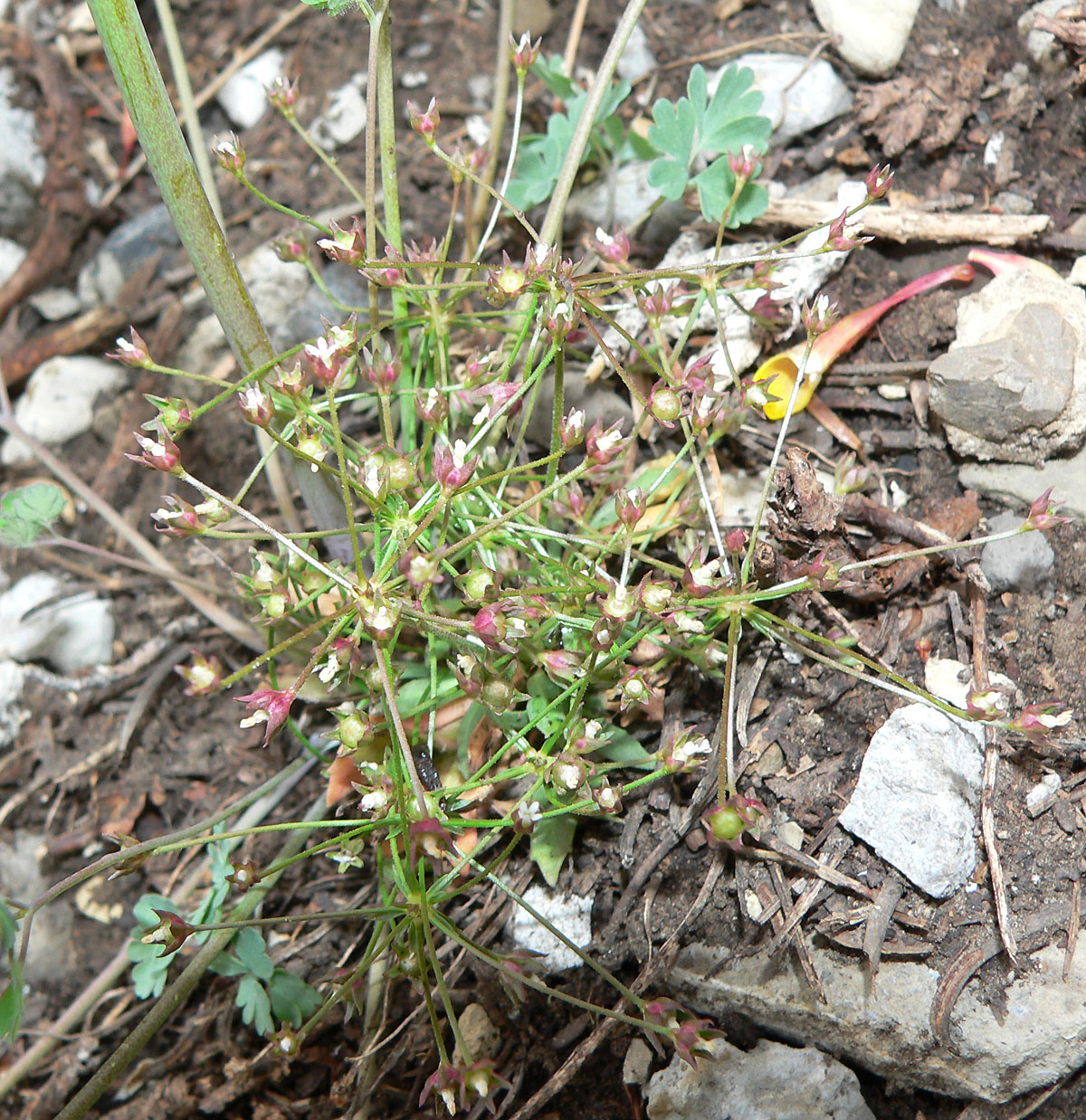
네바다주의 명천봄맞이

명천봄맞이(Androsace septentrionalis)는 북아메리카 아시아, 유럽이 기원인 앵초과의 초본식물 종이다.
장미모양 리본잎과 여러 줄기에 작은 흰꽃이 보이는, 크기가 작은 식물이다.